# Fortune (band)
Fortune is een Amerikaanse rockband. Hoewel minder bekend als bands met vergelijkbare muziek, zoals Journey, Styx, Survivor, Foreigner en Asia, kan Fortune als pionier gezien worden voor de muziekstijl, die men later AOR is gaan noemen. 

## Bezetting
Huidige bezetting
- Richard Fortune (gitaar)
- Mick Fortune (drums)
- Dave de Leon (basgitaar)
- Larry Greene (zang)

Voormalige leden
- Roger Scott Craig (keyboards)
- Bobby Birch (basgitaar)
- Colleen Fortune (zang)
- Ray Barrett (keyboards)

## Geschiedenis
De band Fortune begon eind jaren 1970, toen de broers Richard en Mick Fortune besloten om een band te formeren. Het eerste gelijknamige album werd uitgebracht bij Warner Bros. Records in 1978 met de daaropvolgende single met de cover Squeeze Me, Tease Me en de oorspronkelijke song Saddle The Wind van de funkband The Undisputed Truth. Begin jaren 1980 kwamen Ray Barrett en David de Leon bij de band. Zij verlegden de koers in de richting van AOR, een genre dat in die jaren in opkomst was.
Dit stadium van de band werd overtroffen met een show op 'Aloha Stadium Summer Blowout' in 1981 met een opening voor Heart en Blue Oyster Cult. De band begon enige landelijke aandacht te krijgen met het uitbrengen van Airwaves bij Columbia Records/CBS Inc. voor de soundtrack van de bioscoopfilm The Last American Virgin. De film wordt door velen beschouwd als een toenmalige cultklassieker en de soundtrack bewees een gedenkwaardig verzamelwerk te zijn van de jaren 1980 radiohits van Fortune om de affiche te delen met bands als U2, Journey, Blondie, REO Speedwagon en The Police.
Toen Fortune opwellingen begon te krijgen, besloten de broers Fortune en de Leon om hun muziek meer richting mainstream te verplaatsen en dat er personele aanpassingen nodig waren om dat te verkrijgen. In de herfst van 1982 haalde de band Roger Scott Craig, die eerder had gespeeld bij de in Europa en Zuid-Amerika bekende Britse band Liverpool Express. Eind 1982 verliet Richards vrouw Colleen Fortune de band en werd vervangen door Larry Green.
De band begon geheel nieuwe songs te schrijven, waaraan Greene en Craig in belangrijke mate meewerkten. Tijdens de volgende twee jaar bracht de band de meeste tijd door in de studio voor het opnemen van demo's voor CBS Records, het geven van live-concerten in clubs rondom Los Angeles en de opening van een stadionshow in Hawai. Helaas was de band niet in staat om tijdens deze periode impulsen te krijgen en werd deze uiteindelijk ontbonden in 1984.
In 1985 kwam Camel Productions/MCA Records ten tonele en bood aan om een Fortune-album uit te brengen. De band werd opnieuw geformeerd met Bobby Birch. Greene en Craig hadden gezamenlijk songs geschreven en voor hun tweede album Fortune in 1985. Het album werd uitgebracht en er werd verondersteld aanzienlijke verkoopcijfers in Europa en Japan te kunnen bereiken. Tijdens deze periode had Camel Productions/MCA Records niet op de markt gebrachte en onbelangrijke albumverkopen van de band. Hoewel goed ontvangen bij het publiek, kreeg de band zelf nagenoeg geen inkomsten of erkenning van het album. Camel Records kondigde kort daarna onverwachts faillissement aan voor onduidelijke redenen en weigerde de mastertapes van het album op te geven om de mogelijkheid tot het opnieuw uitbrengen van een album open te houden. Fortune werd voor de tweede keer ontbonden.
De band kwam in 2006 weer samen als trio met de oorspronkelijke Fortune-leden Richard en Mick Fortune en Dave de Leon. De band ging midden 2008 weer terug de studio in om nieuwe opnamen te maken voor een nieuw Fortune-album. In 2016 werd onthuld dat Fortune zou verschijnen bij het driedaags Rockingham 2016 melodic/hardrock festival in Nottingham. Fortune trad op op zondag 23 oktober als vierde met een zevenkoppige bezetting met Kevin Chalfant. In februari 2017 werd bekend gemaakt dat Fortune zou optreden bij het Rockingham Festival 2017 bij Nottingham Trent University tussen 20 en 22 oktober 2017. De band werd ingeroosterd voor zaterdag 21 oktober.

## Discografie

### Albums
- 1978: Fortune
- 1982: Last American Virgin Movie Soundtrack, 'Airwaves'
- 1985: Fortune
- 2004: Fortune (heruitgebracht)
- 2019: II